# Peregrinação
Peregrinação (portugiesisch für: „Pilgerreise“) ist ein portugiesischer Spielfilm des Regisseurs João Botelho aus dem Jahr 2017. Er basiert auf den gleichnamigen Erinnerungen des Seefahrers Fernão Mendes Pinto aus dem 16. Jahrhundert.

## Handlung
Im März 1537 flieht Fernão Mendes Pinto vor Armut und Verfolgung aus Portugal nach Indien, auf der Suche nach Ruhm und Reichtum. Seine darauf folgenden Abenteuer während der etwa 20 Jahre im Fernen Osten, die ihm mehr Bedrängnisse und schwierige Aufgaben als Reichtum und Ruhm einbringen, schreibt er nach seiner Rückkehr nach Portugal auf. Diese umfangreichen Erinnerungen, ob immer wahr oder auch oft erfunden, zeugen von einem ereignisreichen Leben, in dem Pinto Abenteurer, Pilger, Botschafter, Soldat, Händler und Sklave an verschiedenen Orten der Welt war.

## Produktion
Gedreht wurde der Film im August und September 2016 und im April und Mai 2017, zu großen Teilen in und vor Goa. Das auch als „Rom des Orients“ bezeichnete Goa war seit dem 16. Jahrhundert als Zentrum Portugiesisch-Indiens Dreh- und Angelpunkt für Verwaltung und Handel des fernöstlichen Teils des portugiesischen Weltreichs.
Die Filmmusik besteht zu einem großen Teil aus Stücken des portugiesischen Musikers Fausto Bordalo Dias, aus seinem sechsten Album, „Por Este Rio Acima“, aus dem Jahr 1982. Es beschäftigte sich ebenfalls mit Fernão Mendes Pintos Werk Peregrinação.
Finanziert wurde der Film von der portugiesischen Filmförderung ICA, dem öffentlich-rechtlichen Fernsehen Rádio e Televisão de Portugal (RTP), der Stadtverwaltung von Lissabon und der von Almada, wo Fernão Mendes Pinto 1538 starb.

## Rezeption
Mit diesem Film wandte sich Botelho weniger an ein internationales Cineasten-Publikum, sondern stärker an ein interessiertes Publikum der portugiesischsprachigen Welt. Peregrinação kam am 1. November 2017 in die portugiesischen Kinos und verzeichnete mit über 20.000 Zuschauern ein vergleichsweise großes Interesse.
2018 erschien er als DVD bei NOS Audiovisuais.
Am 14. Dezember 2020 wurde er erstmals im portugiesischen Fernsehen gezeigt, bei RTP1, dem ersten Kanal des öffentlich-rechtlichen Fernsehsenders RTP. Am 26. März 2022 wurde er dort erneut ausgestrahlt.
Der Film lief auf vergleichsweise wenigen Filmfestivals, darunter das European Union Film Festival in Singapur (2019). Er war für einige Filmpreise in Portugal nominiert, darunter den Globo de Ouro 2018 und die Prémios Sophia der Portugiesischen Filmakademie, die er für Kostüme und Make-up auch gewann. Bei den Prémios Fantastic 2018 wurde er für die beste Regie prämiert.
Peregrinação war der portugiesische Kandidat für den besten fremdsprachigen Film zur Oscarverleihung 2019, gelangte bei der folgenden 91. Oscarverleihung jedoch nicht zur Nominierung.